# نورا ريتشه
نورا ريتشه (بالألمانية: Nora Reiche) مواليد 16 سبتمبر 1983 في لايبزيغ، هي لاعبة كرة يد ألمانية. حققت المركز الثالث في بطولة العالم لكرة اليد للسيدات 2007.

## الميداليات
| الميدالية | المسابقة                            |
| --------- | ----------------------------------- |
| برونزية   | بطولة العالم لكرة اليد للسيدات 2007 |

## روابط خارجية
- نورا ريتشه على موقع الاتحاد الأوروبي لكرة اليد (الإنجليزية)